# Lilou
Али Рамдани более известный под своим сценическим псевдонимом Lilou родился в Лионе, является танцором брейк-данса алжиро-французского происхождения. Двукратный чемпион Red Bull BC One (2005, 2009), считается одним из самых успешных би-боев за всю историю брейк-данса.

## Биография
Али Рамдани дебютирует в брейк-дансе в 1997 году под влиянием своих друзей. В 2003 году он в составе своей команды (Pockemon Crew) выиграл престижный турнир Battle of the Year, а в 2005 стал чемпионом Red Bull BC One. В том же году Али выиграл UK B-Boy Championship. Впоследствии Lilou выиграл несколько титулов по всему миру. Выиграв в 2009 году Red Bull BC One, Али становится двукратным победителем этого соревнования.

### Достижения
- 2004 год —  Freestyle Session Europe (Фристайл сейшн Европы)
- 2005 год —  UK B-Boy Championship (получил звание лучшего танцора фестиваля)
- 2005 год —  Freestyle Session Korea (Фристайл сейшн Кореи)
- 2005 год —  Red Bull BC ONE (Берлин, Германия)
- 2006 год — Принял участие в Red Bull Beat Battle (Лондон, Великобритания)
- 2006 год — Принял участие в Red Bull BC ONE (Сан-Паулу, Бразилия)
- 2007 год — Принял участие в Red Bull BC ONE (ЮАР)
- 2007 год —  KB B-Boy World Master (Южная Корея)
- 2008 год —  Hip Hop Game (Италия)
- 2008 год — Был приглашён судьёй на Red Bull BC One (Франция)
- 2009 год —  Battle of the Year, Баттлы 1 на 1 (Германия)
- 2009 год —  Red Bull BC One (Нью-Йорк, США)
- 2014 год — 🏆 Undisputed 2014 (Лондон)